# KKZR Verlag
Der KKZR Verlag (auch: Verlag KKZR Jung) war ein Kleinverlag in Berlin bzw. West-Berlin, der am 2. September 1983 als GmbH gegründet und von Günter Jung betrieben wurde.
In dem kurzen Zeitraum seines Bestehens zwischen 1983 und 1986 erschienen in dem kleinen Szeneverlag ab 1984 16 Bücher im Taschenbuchformat: Sie teilten sich auf in Anthologien u. a. mit Beiträgen von Harald Budde, Ulrich Karger, Norbert Tefelski und Peter J. Treffler zu seinerzeit aktuellen Themen sowie in Erstlingswerke bzw. Zweitwerke angehender Autoren und Autorinnen, darunter Reimer Eilers und Michael Meinicke. Vertrieben wurden die Titel entweder durch den Verleger selbst wie auch zeitweise durch den sich als alternativ verstehenden Regenbogen-Buchvertrieb.
Günter Jung fungierte nicht nur meist als (Mit-)Herausgeber der Anthologien, sondern veröffentlichte in dem Verlag auch zwei eigene Titel, einen davon in zweiter Auflage als Sonderbandausgabe mit „Abriss-Prosa“, gedruckt jeweils auf einer Toilettenpapier-Rolle mit Halter.

## Veröffentlichte Buchtitel
(Verlagsangaben analog zu denen der DNB.)

### Erstlingswerke

#### Kurzprosa
- Bernd Uwe Tomczak: Mach dir einen schönen Tag, stell dir Blumen auf dein Grab –  Geschichten für beide Ohren. Verlag KKZR Jung, Berlin 1984 ISBN 3-924261-05-9.
- Günter Jung: Es gibt kein Zurück – Betrachtungen u. Betrachtendes. Abriss-Prosa. Verlag KKZR Jung, Berlin 1984 ISBN 3-924261-02-4
auch als Sonderausgabe auf Toilettenpapier-Rolle mit Halter. Verlag KKZR, Berlin 1984
- Jasmine Du Pont: Brückenbegegnungen. Verlag KKZR, Berlin 1984 ISBN 3-924261-07-5.
- Günter Jung: Bei Durchsicht meines Lebens – entstandene Gedichte, Lieder, Kurzgeschichten, Theaterstück. Verlag Hirngespinst u. Verlag KKZR Jung, Berlin 1984 ISBN 3-924261-03-2.

#### Romane / Erzählungen / Novelle
- Reimer Eilers: All die verwirrten Männer. Roman. Verlag KKZR Günter Jung, Berlin 1984 ISBN 3-924261-06-7.
- Reimer Eilers: Cranz. Novelle. Verlag KKZR, Berlin 1985 ISBN 978-3-924261-09-2.
- Michael Meinicke: Revolution der Einsamkeit. Erzählung. Verlag KKZR, Berlin 1985 ISBN 3-924261-11-3.
- Hermann Ermer: Null-Lösung. Roman. KKZR-Verlag, Berlin 1985 ISBN 3-924261-12-1.
- Stefan Buchenau: Die Flucht. Erzählung. KKZR-Verlag, Berlin 1986 ISBN 3-924261-16-4.

### Anthologien
- Günter Jung u. Hans Peter Knapp (Red.): Wie es uns gefällt. Verlag KKZR Jung, Berlin 1984 ISBN 3-924261-03-2.
- Jürgen Boose u. Christiane Becker (Red.): Keine Zeit für Einzelgänger. Verlag KKZR Jung, Berlin 1984 ISBN 3-924261-04-0.
- Günter Jung (Hrsg.): Fahndung. Verlag KKZR Jung, Berlin 1985 ISBN 3-924261-10-5.
- Horst Walter Krowinn (Hrsg.): Die Traumfrau. Phantastische Geschichten. KKZR-Verlag, Berlin 1985 ISBN 3-924261-13-X
- Günter Jung (Hrsg.): Alptraum. Verlag KKZR, Berlin 1986 ISBN 3-924261-15-6.

Themenbücher
- Günter Jung u. Andreas Plagens (Hrsg.): Männer sind eben so! – KKZR zum Thema Mann. Verlag KKZR, Berlin 1985 ISBN 3-924261-08-3
- Günter Jung u. Bernd Uwe Tomczak (Hrsg.): Einsamkeit berühren – KKZR zum Thema Einsamkeit. KKZR-Themenbuch. Verlag KKZR, Berlin 1986 ISBN 3-924261-14-8.